# ونسان الباز
ونسان الباز (فرانسوی: Vincent Elbaz‎؛ زادهٔ ۳ فوریهٔ ۱۹۷۱) هنرپیشه اهل فرانسه است. وی از سال ۱۹۹۴ میلادی تاکنون مشغول فعالیت بوده‌است.
از فیلم‌ها یا برنامه‌های تلویزیونی که وی در آن نقش داشته‌است می‌توان به حمله، صد قدم راه، هرکس را که می‌خواهید ببوسید اشاره کرد.